# Ion Oblemenco
Ion Oblemenco (Corabia, 13 maggio 1945 – Agadir, 1º settembre 1996) è stato un allenatore di calcio e calciatore rumeno, di ruolo attaccante.

## Biografia
Nell'ottobre 1972 fu operato per ulcera peptica. Tornò in campo nel marzo 1973, nella partita Rapid Bucarest-FCU Craiova, partita in cui segnò tre gol.
Morì di infarto all'età di 51 anni, il 1º settembre 1996, mentre era in panchina nella sfida amichevole tra l'Hassania Agadir, club che allenava, e l'Union Sidi Kacem. Al suo nome è intitolato lo stadio Ion Oblemenco di Craiova.

## Carriera

### Giocatore
Iniziò a giocare a calcio nel 1958, all'età di 13 anni, nel Progresul Corabia, squadra della sua città natale; nel 1960 si trasferì all'Electroputere Craiova, dove rimase per due anni. Diciannovenne, entrò nella rosa dell'FCU Craiova, in cui militò per due anni prima di passare al Rapid Bucarest, con cui esordì il 5 luglio 1964 nella partita persa per 3-1 contro l'Universitatea Craiova. In squadra trovò poco spazio, "chiuso" da Emil Dumitriu e Ion Ionescu, così, nell'estate del 1966, lasciò la squadra della capitale e tornò all'Universitatea Craiova.
Dell'Universitatea Craiova divenne ben presto un leader e il capitano. Il 21 agosto 1966 fece il suo nuovo esordio con i leoni blu nella partita contro la Dinamo Bucarest e già nell'incontro successivo egli fu decisivo, segnando due reti nella vittoria per 3-2 contro lo Jiul Petroşani. Nel 1966-1967 fu il capocannoniere della Divizia A con 17 reti in 23 partite, poi si ripeté vincendo la classifica dei marcatori del massimo campionato rumeno nel 1969-1970 (con 19 reti), nel 1971-1972 (con 19 reti) e nel 1972.1973 (con 21 reti): insieme a Ştefan Dobay e Dudu Georgescu è uno dei tre calciatori che hanno vinto per tre volte la classifica dei marcatori in massima serie in Romania. Grazie ai gol di Oblemenco la squadra, che in quegli anni visse il miglior periodo della sua storia, vinse il campionato nel 1973-1974.
Nel 1977, trentaduenne, si accasò al FCM Galaţi, dove si ritirò dall'attività agonistica nel 1978.

### Allenatore
Dopo il ritiro lavorò come assistente allenatore all'Universitatea Craiova allenata da Valentin Stănescu, vincendo il titolo nel 1979-1980. Nominato allenatore del club, vinse la Coppa di Romania e il campionato nel 1980-1981, poi raggiunse i quarti di finale della Coppa dei Campioni 1981-1982. In seguito allenò Chimia Râmnicu Vâlcea, Olt Scornicești e il club marocchino dell'Hassania Agadir.

## Palmarès

### Giocatore
- Campionato rumeno: 1

Universitatea Craiova: 1973-1974
- Coppa di Romania: 1

Universitatea Craiova: 1976-77

#### Individuale
- Capocannoniere del campionato rumeno: 4

1966-67 (17 gol), 1969-70 (19 gol), 1971-72 (20 gol), 1972-73 (21 gol)

### Allenatore
- Campionato rumeno: 1

Universitatea Craiova: 1980-1981
- Coppa di Romania: 1

Universitatea Craiova: 1980-1981